# Furcula interspersa
Furcula interspersa är en fjärilsart som beskrevs av Rothschild 1927. Furcula interspersa ingår i släktet Furcula och familjen tandspinnare. Inga underarter finns listade i Catalogue of Life.